# Cristian Fabián Díaz Rojas
Cristian Diaz (Bogotá, Cundinamarca, Colombia; 7 de febrero de 1992) es un futbolista colombiano. Juega como mediocampista y su equipo actual es el Rayo Vallecano de Madrid de la Primera División de España.

## Clubes
| Club            | País     | Año             |
| --------------- | -------- | --------------- |
| América de Cali | Colombia | 2009 - 2009     |
| Deportes Tolima | Colombia | 2009 - 2010     |
| Once Caldas     | Colombia | 2010 - 2011     |
| Rayo Vallecano  | España   | 2011 - Presente |

## Palmarés

### Campeonatos nacionales
| Título              | Club        | País     | Año  |
| ------------------- | ----------- | -------- | ---- |
| Torneo Finalización | Once Caldas | Colombia | 2010 |